# Merychyus
 (novembre 2023).
Si vous disposez d'ouvrages ou d'articles de référence ou si vous connaissez des sites web de qualité traitant du thème abordé ici, merci de compléter l'article en donnant les références utiles à sa vérifiabilité et en les liant à la section « Notes et références ».
Genre

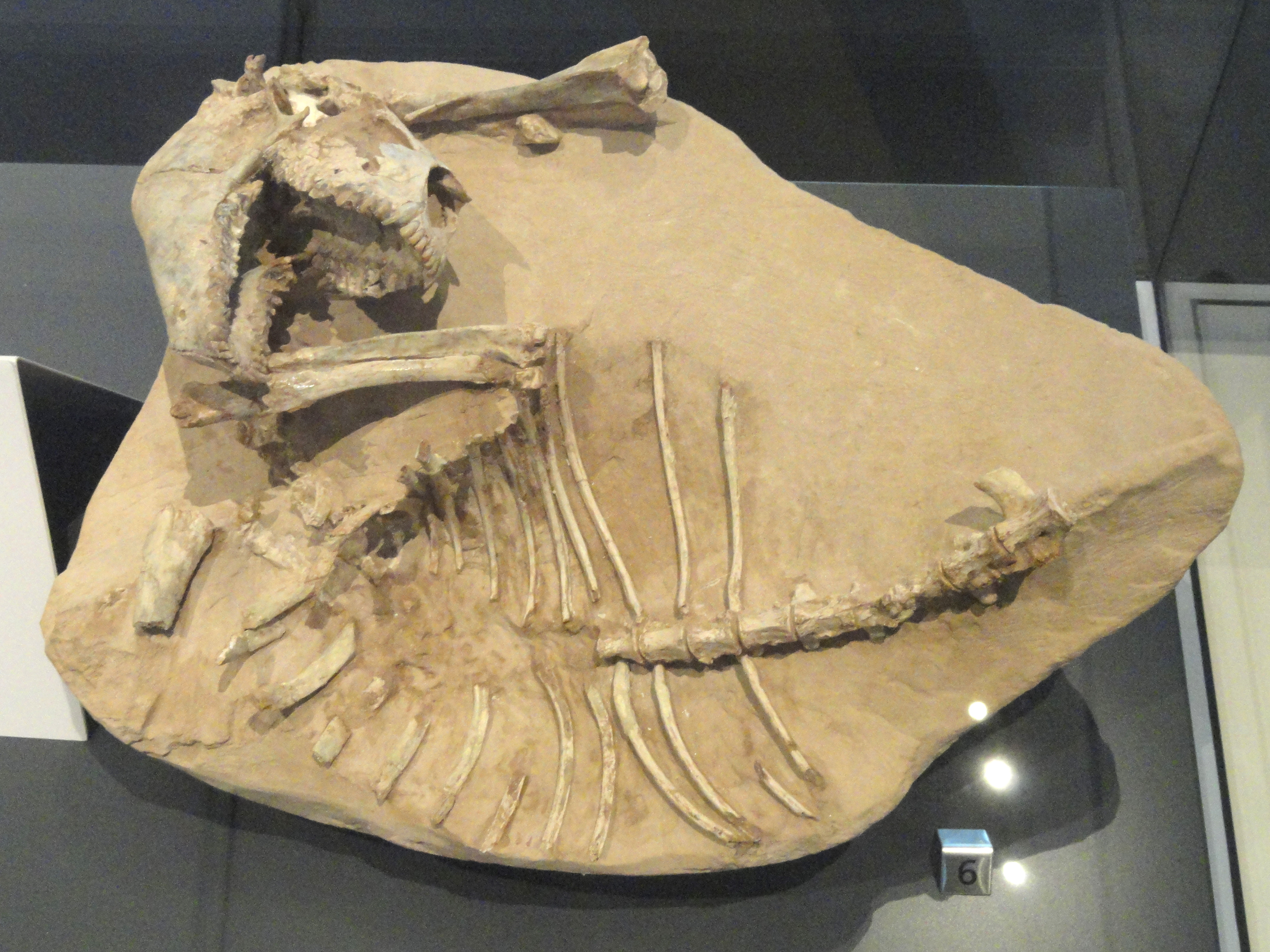
Merychyus

Merychyus est un genre fossile d’herbivores terrestres de la famille des Merycoidodontidae, endémiques en Amérique du Nord au Miocène, entre −20 millions d’années et −10 millions d’années.

## Synonymes
Metoreodon, Cook 1912

## Description
Animal ongulé ressemblant à un tapir, pesant dans les 80 kg.

## Occurrence
Au total, environ 200 spécimens fossiles ont été découverts dans l'ouest des États-Unis et au Canada.

## Liste d'espèces
- Merychyus arenarum
- Merychyus calaminthus
- Merychyus crabilli
- Merychyus elegans
- Merychyus minimus
- Merychyus novomexicanus
- Merychyus relictus
- Merychyus smithi
- Merychyus verrucomalus